# پاناسونیک لومیکس دی‌ام‌سی-تی‌زد۳
پاناسونیک لومیکس دی‌ام‌سی-تی‌زد۳ (به انگلیسی: Panasonic Lumix DMC-TZ3) یک دوربین عکاسی ساخت شرکت پاناسونیک است.